# John Katko
John Michael Katko (Syracuse, 9 novembre 1962) è un politico e avvocato statunitense, membro della Camera dei Rappresentanti per lo stato di New York dal 2015 al 2023.

## Biografia
John Katko è nato da una famiglia benestante a Camillus, sobborgo di Syracuse nel novembre del 1962, Si è diplomato alla Ludden Bishop High School. Ha frequentato l'Università di Syracuse, dove ha conseguito un dottorato in legge. Successivamente ha conseguito un bachelor of Arts, ed uno in scienze politiche presso l'Università di Niagara.
Ex procuratore federale e assistente procuratore, si è candidato contro Dan Maffei nelle elezioni della Camera dei rappresentanti del 2014; è stato dichiarato vincitore il 4 novembre 2014 on un margine di oltre il 20% rispetto al suo avversario.
Uno dei soli 10 repubblicani ad aver sostenuto l'impeachment del Presidente Donald Trump, Katko ha annunciato il 14 gennaio 2022 la volontà di ritirarsi; è il terzo di questa lista di anti-Trump ad aver rinunciato a ricandidarsi per le elezioni della Camera nel 2022. È stato anche uno dei soli 13 repubblicani ad aver votato il mega-piano di infrastrutture del Presidente Biden.

## Vita personale
Katko vive a Camillus con sua moglie, Robin Katko e con i loro figli: Sean, Liam e Logan. La famiglia è cattolica.